# Четирипръста скална слонска земеровка
Четирипръстата скална слонска земеровка (Petrodromus tetradactylus) е вид слонска земеровка единствен представител в монотипен род Petrodromus.

## Разпространение и местообитания
Видът е разпространен на юг от северен Натал в ЮАР до южната част на Кения на север. На северозапад достига до южните брегове на реките Конго и Убанги, а на югозапад Ивицата Каприви в Намибия. Заедно с друг вид Rhynchocyon petersi това са единствените слонски земеровки разпространени извън континенталната част на Африка. И двата вида се срещат на островите Занзибар и Мафия. Това е един от най-широко разпространените видове от семейството и се характеризира с наличието му в разнообразни местообитания от полусухи савани и скалисти райони до тропически влажни гори.

## Описание
За разлика от останалите слонски земеровки при този вид пръстите на задните крайници са четири на брой, откъдето идма и името на вида. Космената покривка е мека сивкава и кафеникава на цвят с оранжеви и жълти нюанси. Въпреки че е дребен бозайник за разлика от останалите видове в семейството той е сравнително едър със своето тегло от 160 до 280 грама и дължина на тялото от 19 до 23 сантиметра.

## Поведение
Индивидите са активни денем с пик на активност при зазоряване и привечер. Териториални животни са и защитават територията си от други мъжки. Хранят се с различни насекоми с преобладаване на термитите и мравките. В менюто им влиза и растителна храна.

## Размножаване
Представителите на вида образуват моногамни двойки, при които липсва ясно изразена полова цикличност. Малките се раждат след бременност от 42 до 65 дни и са добре развити. Раждат едно и по-рядко две. Полова зрялост достигат на 35 – 50 ден.

## Неприятели
Скокливците от вида стават жертва на различни видове змии и дребни хищни бозайници. Те са и обект на лов с цел консумация от хората в някои части на ареала.